# Kubok Ukraïny 2016-2017
La Kubok Ukraïny 2016-2017 (in ucraino Кубок України?) è stata la 26ª edizione della Coppa d'Ucraina. La competizione è iniziata il 20 luglio 2016 e si è conclusa il 17 maggio con la finale a Charkiv.

## Primo turno preliminare
| Squadra 1            | Risultato | Squadra 2        |
| -------------------- | --------- | ---------------- |
| 20 luglio 2016       |           |                  |
| Nyva Vinnycja        | 3 – 1     | Podillja         |
| Metalurh Zaporižžja  | 1 – 2     | Žemčužyna Odessa |
| Arsenal Bila Cerkva  | –         | Balkany Zorja    |
| Ahrobiznes TSK Romny | 3 – 1     | Nikopol-NPHU     |
| Hirnyk-Sport         | 0 – 3     | Ruch Vynnyky     |

## Secondo turno preliminare
| Squadra 1              | Risultato       | Squadra 2            |
| ---------------------- | --------------- | -------------------- |
| 10 agosto 2016         |                 |                      |
| Ternopil'              | 1 – 0           | Skala 1911 Stryj     |
| Kolos Kovalivka        | 1 – 2 (dts)     | Veres Rivne          |
| Sumy                   | 0 – 1 (dts)     | Illičivec'           |
| Inhulec'               | 1 – 1 (1-3 dcr) | Mykolaïv             |
| Balkany Zorja          | 0 – 1           | Čerkas'kyj Dnipro    |
| Helios Charkiv         | 0 – 1           | Desna Černihiv       |
| Kremin' Kremenčuk      | 1 – 2           | Real Farma Odessa    |
| Enerhija Nova Kachovka | 0 – 2           | Žemčužyna Odessa     |
| Ruch Vynnyky           | 2 – 3           | Arsenal Kiev         |
| Poltava                | 1 – 0           | Bukovyna Černivci    |
| Ahrobiznes TSK Romny   | 0 – 2           | Nyva Vinnycja        |
| Myr Hornostajivka      | 1 – 0           | Avanhard Kramators'k |
| Obolon'-Brovar         | 1 – 0 (dts)     | Hirnyk-Sport         |
| Krystal Cherson        | 1 – 4           | Naftovyk-Ukrnafta    |

## Terzo turno preliminare
| Squadra 1         | Risultato       | Squadra 2         |
| ----------------- | --------------- | ----------------- |
| 21 settembre 2016 |                 |                   |
| Poltava           | 1 – 0           | Zirka             |
| Žemčužyna Odessa  | 0 – 0 (4-5 dtr) | Karpaty           |
| Čerkas'kyj Dnipro | 1 – 3           | Stal' Kam"jans'ke |
| Nyva Vinnycja     | 0 – 2           | Mykolaïv          |
| Myr Hornostajivka | 1 – 2           | Veres Rivne       |
| Naftovyk-Ukrnafta | 2 – 0           | Čornomorec'       |
| Desna Černihiv    | 1 – 0           | Arsenal Kiev      |
| Volyn'            | 2 – 1           | Olimpik Donec'k   |
| Illičivec'        | 2 – 0           | Ternopil'         |
| 22 settembre 2016 |                 |                   |
| Real Farma Odessa | 0 – 2           | Obolon'-Brovar    |

## Ottavi di finale
| Squadra 1         | Risultato       | Squadra 2         |
| ----------------- | --------------- | ----------------- |
| 26 ottobre 2016   |                 |                   |
| Dinamo Kiev       | 5 – 2 (dts)     | Zorja             |
| Šachtar           | 2 – 1           | Oleksandrija      |
| Desna Černihiv    | 0 – 0 (6-7 dtr) | Dnipro            |
| Veres Rivne       | 0 – 1           | Vorskla           |
| Illičivec'        | 1 – 1 (4-2 dtr) | Stal' Kam"jans'ke |
| Mykolaïv          | 0 – 0 (5-4 dtr) | Obolon'-Brovar    |
| Poltava           | 2 – 1           | Karpaty           |
| Naftovyk-Ukrnafta | 2 – 1           | Volyn'            |

## Quarti di finale
| Squadra 1         | Risultato       | Squadra 2   |
| ----------------- | --------------- | ----------- |
| 26 novembre 2016  |                 |             |
| Mykolaïv          | 0 – 0 (4-2 dtr) | Illičivec'  |
| 30 novembre 2016  |                 |             |
| Dnipro            | 1 – 0           | Vorskla     |
| 5 aprile 2017     |                 |             |
| Naftovyk-Ukrnafta | 0 – 1           | Dinamo Kiev |
| Poltava           | 0 – 3           | Šachtar     |

## Semifinali
| Squadra 1      | Risultato | Squadra 2   |
| -------------- | --------- | ----------- |
| 26 aprile 2017 |           |             |
| Šachtar        | 1 – 0     | Dnipro      |
| Mykolaïv       | 0 – 4     | Dinamo Kiev |

## Finale
| Arbitro: | Truchanov (Charkiv) |

|            |           |  |
| Marlos 80’ | Marcatori |  |

| Šachtar | Dinamo Kiev |

### Formazioni
| Šachtar         |    |                        |       |       |
|                 |    |                        |       |       |
| P               | 30 | Andrij Pjatov          | 90+3’ |       |
| D               | 33 | Darijo Srna (c)        | 55’   |       |
| D               | 5  | Oleksandr Kučer        |       |       |
| D               | 44 | Jaroslav Rakyc'kyj     |       |       |
| D               | 31 | Ismaily                |       |       |
| C               | 6  | Taras Stepanenko       |       |       |
| C               | 74 | Viktor Kovalenko       |       | 83’   |
| C               | 28 | Taison                 |       |       |
| C               | 10 | Bernard                |       | 90+1’ |
| C               | 11 | Marlos                 |       |       |
| A               | 19 | Facundo Ferreyra       | 76’   | 90+3’ |
| A disposizione: |    |                        |       |       |
| P               | 23 | Mykyta Ševčenko        |       |       |
| D               | 2  | Bohdan Butko           |       |       |
| D               | 18 | Ivan Ordec'            |       | 90+3’ |
| C               | 9  | Dentinho               |       |       |
| C               | 17 | Maksym Malyšev         |       | 83’   |
| A               | 59 | Oleksandr Zubkov       |       | 90+1’ |
| A               | 99 | Gustavo Blanco Leschuk |       |       |
| Allenatore:     |    |                        |       |       |
| Paulo Fonseca   |    |                        |       |       |

| Dinamo Kiev     |    |                       |       |     |
|                 |    |                       |       |     |
| P               | 35 | Maksym Koval'         |       |     |
| D               | 44 | Tamás Kádár           | 76’   | 84’ |
| D               | 24 | Domagoj Vida          |       |     |
| D               | 4  | Aleksandar Pantić     |       |     |
| C               | 9  | Mykola Morozjuk       |       |     |
| C               | 16 | Serhij Sydorčuk       | 54’   | 67’ |
| C               | 8  | Volodymyr Šepeljev    |       |     |
| C               | 5  | Vitorino Antunes      |       |     |
| A               | 10 | Andrij Jarmolenko (c) |       |     |
| A               | 41 | Artem Bjesjedin       |       |     |
| A               | 19 | Denys Harmaš          | 90+2’ |     |
| A disposizione: |    |                       |       |     |
| P               | 72 | Artur Rudko           |       |     |
| D               | 14 | Zurab Očihava         |       |     |
| D               | 26 | Mykyta Burda          |       |     |
| C               | 15 | Viktor Cyhankov       |       | 84’ |
| C               | 17 | Serhij Rybalka        |       | 67’ |
| C               | 25 | Derlis González       |       |     |
| C               | 29 | Vitalij Bujal's'kij   |       |     |
| Allenatore:     |    |                       |       |     |
| Serhij Rebrov   |    |                       |       |     |

## Record
- Miglior attacco: Dinamo Kiev (10)
- Partita con più reti: Dinamo Kiev – Zorja 5-2 (7)
- Partita con maggiore scarto di reti: Mykolaïv – Dinamo Kiev 0-4 (4)